# Arthur C. Michael
Pour les articles homonymes, voir Michael.
Arthur Cadwgan Michael, dit parfois A. C. Michael, est un peintre et illustrateur britannique, né le 23 juin 1881 à Swansea et mort le 29 juin 1965 à Guernesey. Il fit carrière en France entre 1899 et 1905.

## Biographie
Originaire d'une famille galloise, Arthur est le fils de Ben Michael, un voyageur de commerce, devenu vers 1890 un hôtelier à Merthyr Tydfil, et de Laurina Louisa Birt. 
Doué très jeune pour le dessin, Arthur Michael effectue toutes ses études supérieures artistiques à Swansea, sous la direction du peintre George Frederick Harris (1856-1924), qui l'encourage. Fin 1899, il s'installe à Paris dans le quartier du Montparnasse, et commence à collaborer à des magazines illustrés satiriques comme Cocorico, puis L'Assiette au beurre, Le Frou-frou, Le Soleil du dimanche, et Paris-Noël — il signe ses dessins « A. M. » ou « Arthur Michaël ». S'étant fait un nom en France, il entame une carrière d'illustrateurs de périodiques britanniques, tels que The London Magazine, Pall Mall Magazine, Black and White et  The Illustrated London News.
Vers 1903-1904, il réside du côté de Bedford Park, à Chiswick. En 1905, il épouse Constance Rosling, mais divorce en 1911.
Il entame dès 1908 une intense collaboration avec des éditeurs d'ouvrages destinés principalement à la jeunesse, et avec une préférence pour les ouvrages de genre historique, fantastique ou d'anticipation (H. G. Wells, entre autres). Il voyage en Espagne en 1912-1913 et publie en 1914, An Artist in Spain, le récit de son périple, pays où il retourne vivre durant la Première Guerre mondiale. 
Durant l'entre-deux-guerres, il produit des illustrations destinés à des affiches publicitaires pour des compagnies telles que la London and North Eastern Railway, la London, Midland and Scottish Railway. Après la nationalisation, il est commissionné par la British Railway. Il poursuit également ses livraisons de dessins à des périodiques comme  Pearson's Magazine, The Strand Magazine, The Windsor Magazine, The Quiver (édité par Cassell ) et The World & His Wife (édité par Amalgamated Press). Le magazine français L'Illustration reproduit des images de Michael dans les années 1920.
Peintre accompli, il a produit de nombreux paysages de Guernesey où il avait, en 1928, acheté une maison. Durant la Seconde Guerre mondiale, il est fait prisonnier et transporté dans un camp en Allemagne par la Wehrmacht qui avait pris l'île ; il y demeure deux ans. C'est à Guernesey qu'il meurt le 29 juin 1965, peu après avoir célébré son 84e anniversaire.

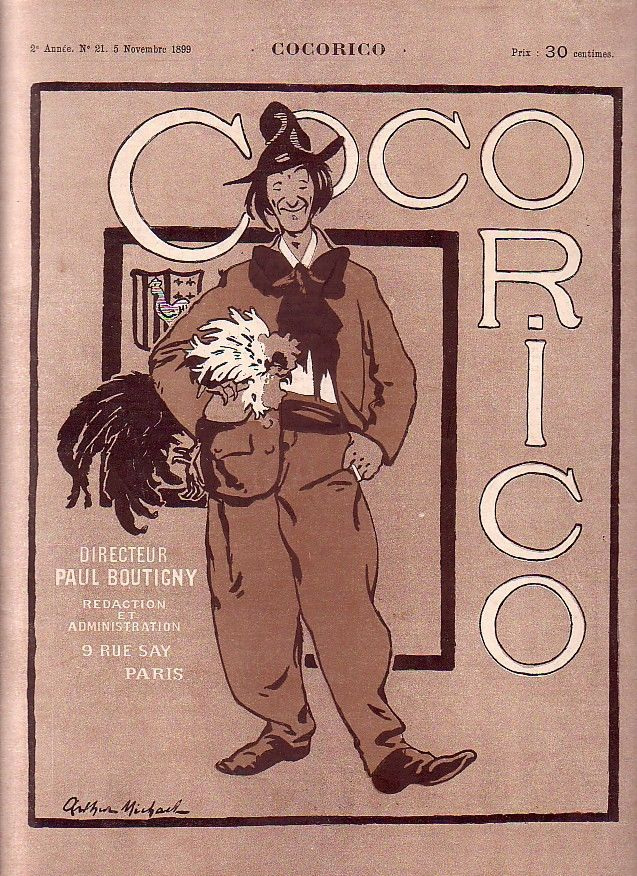
Couverture de Cororico du 5 novembre 1899.

## Œuvre

### Exemples d'ouvrages illustrés
- H. G. Wells, The War in the Air, Londres, George Bell & Sons, [octobre] 1908.
- Henry Rider Haggard, The Ghost Kings, Londres, Cassell, 1908.
- John Oxenham [William Arthur Dunkerley], Great-Heart Gillian, Londres, Hodder and Stoughton, 1909.
- J. M. Barrie, A Window in Thrums, Londres, Hodder & Stoughton, 1911.
- Charles Dickens, A Christmas Carol, Londres, Hodder & Stoughton, 1911.
- Albert Dorrington, The Radium Terrors, Garden City, Doubleday Page & Company, 1912.
- Henry C. Rowland, A Closing Net, New York, Dodd, Mead & Company, 1912.
- Henrietta Elizabeth Marshall, A History of France, Londres, Hodder & Stoughton, 1912.
- Robert Louis Stevenson, Catriona, Londres, Cassell, 1915.
- Henrietta Elizabeth Marshall, The Story of the United States, Londres, Hodder & Stoughton, 1919.
- H. G. Wells, The Outline of History, Londres, Waverley, 1920.

### Peintures dans les collections publiques
- Guernesey, Guernsey Museum and Art Gallery :
  - Portrait de Desmond Mulholland[7], huile sur toile, vers 1940.
  - The Blind Beggar[8], huile sur toile, avant 1949.
- Guernesey, Royal Court : 
  - Sir Ambrose James Sherwill[9], huile sur toile, avant 1962.